# Краснопілля (Білорусь)
Краснопі́лля (біл. Краснаполле, біл. тарашк. Краснапольле) — селище міського типу в Могильовській області Білорусі. Адміністративний центр Краснопільського району.
Населення селища становить 5 749 осіб (2017)